# Margherita Bianchin
Margherita Bianchin (* 26. Juni 1995 in Treviso) ist eine italienische Beachvolleyballspielerin.

## Karriere
Mit Irene Enzo erreichte Margherita Bianchin 2013 das Achtelfinale bei der U20-Europameisterschaft in Vilnius. Seit 2020 ist Claudia Scampoli ihre Beachpartnerin. Die beiden gewannen im Juli des folgenden Jahres das 1-Stern-Turnier in Sofia, beim hochkarätigeren 4-Sterne-Event in Itapema wurden sie fünfundzwanzigste. In ihrem Heimatland gelang ihnen ihr bis dahin größter Erfolg, als sie bei der Beachvolleyball-Weltmeisterschaft 2022 in Rom als Pooldritte in der Lucky Loser Runde die Chileninnen Rivas Zapata und Chris in drei Sätzen besiegten. In der ersten Hauptrunde gelang den Italienerinnen ein 2:1-Erfolg gegen die kanadischen Zwillingsschwestern Megan und Nicole McNamara. In der Endabrechnung belegten Scampoli und Bianchin den geteilten neunten Platz, nachdem sie gegen ihre Landsfrauen Menegatti/Gottardi im Achtelfinale in zwei Sätzen verloren hatten. Bei den Europameisterschaften in München verloren Margherita Bianchin und Claudia Scampoli ihr erstes Gruppenspiel gegen die Sloweninnen Tjaša Kotnik und Tajda Lovšin, anschließend qualifizierten sie sich noch durch einen Sieg über die Österreicherinnen Dorina und Ronja Klinger für die erste Hauptrunde. Dort besiegten sie das deutsche Team Cinja Tillmann und Svenja Müller in drei Sätzen, ehe sie an den weiteren Deutschen Julia Sude und Karla Borger scheiterten. So erreichten die italienischen Athletinnen den gleichen Platz wie bei den Weltmeisterschaften.